# Tabar (Schiff)
Die Tabar (Sanskrit टाबर, Kennung: F44) ist eine Fregatte der Talwar-Klasse der indischen Marine, die seit 2004 in Dienst steht.

## Geschichte
Die Tabar wurde zusammen mit ihren beiden Schwesterschiffen Talwar und Trishul 1997 von Indien bei der Sankt Petersburger Baltischen Werft für einen Gesamtpreis für die drei Einheiten von damals umgerechnet 930 Millionen USD bestellt, und im Mai 2000 auf Kiel gelegt. Das Schiff wurde nach einer bestimmten indisch-persischen Streitaxt, der Tabar Zin, benannt, zwei dieser Äxte gekreuzt sind Wappensymbol des Schiffs. Während des Baus kam es wegen Problemen bei der Integration verschiedener Waffensysteme und einem Schaden in der Rumpfstruktur zu erheblichen Verzögerungen, so dass sie erst im April 2004, 13 Monate nach dem vertraglichen Ziel, auf die Überführungsfahrt nach Indien gehen konnte. Am 31. Juli 2004 erreichte sie Mumbai.
Im Oktober 2008 wurde die Tabar in die Gewässer um das Horn von Afrika beordert, um die Schiffe, die die dortigen Handelsrouten nutzen, vor Angriffen somalischer Piraten zu schützen. Seit Anfang November geleitete sie Handelsschiffe durch den Golf von Aden, dabei wehrte sie am 11. November 2008 zwei Angriffe ab. Am 19. November, etwa 530 km südwestlich von Salalah in Oman, wurde die Tabar von einem verdächtigen Schiff aus bei einer Kontrolle auf hoher See beschossen. Die Tabar erwiderte das Feuer, wodurch das andere Schiff, das als „Piratenmutterschiff“ bezeichnet wurde, in Brand geriet und sank. Ein Teil der Besatzung des anderen Schiffs wurde festgesetzt, während andere mittels zweier Speedboote entkamen. Das sogenannte „Piratenmutterschiff“ erwies sich später als ein von den Piraten gekaperter thailändischer Fischkutter.